# Holland's Next Top Model (mùa 10)
Mùa thứ mười của Holland's Next Top Model được công chiếu vào ngày 4 tháng 9 năm 2017 trên kênh RTL5. Anouk Smulders được thay thế bởi giám khảo mùa 9 Anna Nooshin làm host mới của chương trình. Hai giám khảo Alek Bruaken và Fred van Leer không quay lại cho mùa mới. Ban giám khảo mới bao gồm quán quân mùa 2 Kim Feenstra, nhiếp ảnh gia Nigel Barker và nhà tạo mẫu JeanPaul Paula. Mùa này giới thiệu sự tham gia của các thí sinh nam vì đã bị hạn chế đối với ứng cử viên nữ trong những năm trước.
Các giải thưởng cho mùa này bao gồm hợp đồng người mẫu với VDM Model Management, quảng cáo thời trang trên tạp chí Elle và chiến dịch cho cửa hàng HEMA.
Người chiến thắng trong cuộc thi là Montell van Leijen 19 tuổi đến từ Deventer.

## Các thí sinh
(Tuổi tính từ ngày dự thi)
| Thí sinh | Thí sinh                | Tuổi | Quê quán               | Bị loại ở | Hạng  |
| -------- | ----------------------- | ---- | ---------------------- | --------- | ----- |
|          | Senna van Plateringen   | 21   | Utrecht                | Tập 2     | 12    |
|          | Quincy Sedney           | 20   | Amsterdam              | Tập 3     | 11–10 |
|          | Sanne Jansen            | 22   | Duiven                 | Tập 3     | 11–10 |
|          | Chelsey van der Heijden | 20   | Arnhem                 | Tập 4     | 9     |
|          | Milan Carvalho          | 19   | Amsterdam              | Tập 5     | 8–7   |
|          | Daila Barneveld         | 17   | Luttelgeest            | Tập 5     | 8–7   |
|          | Jamie Traets            | 18   | Roosendaal             | Tập 6     | 6     |
|          | Bonita van Nijen        | 22   | Wolvega                | Tập 8     | 5     |
|          | Latanya Renfrum         | 17   | Capelle aan den IJssel | Tập 9     | 4     |
|          | Sanne de Kramer         | 17   | Capelle aan den IJssel | Tập 9     | 3     |
|          | Ritse de Jong           | 17   | Balk                   | Tập 9     | 2     |
|          | Montell van Leijen      | 19   | Deventer               | Tập 9     | 1     |

## Thứ tự gọi tên
| 1  | Senna    | Chelsey  | Ritse           | Sanne K. | Latanya  | Latanya  | Ritse            | Ritse    | Montell  |  |  |  |  |  |  |  |  |  |
| 2  | Chelsey  | Ritse    | Sanne K.        | Latanya  | Sanne K. | Sanne K. | Montell          | Montell  | Ritse    |  |  |  |  |  |  |  |  |  |
| 3  | Jamie    | Sanne J. | Montell         | Ritse    | Bonita   | Ritse    | Latanya Sanne K. | Sanne K. | Sanne K. |  |  |  |  |  |  |  |  |  |
| 4  | Quincy   | Montell  | Bonita          | Bonita   | Milan    | Bonita   | Latanya Sanne K. | Latanya  |          |  |  |  |  |  |  |  |  |  |
| 5  | Montell  | Latanya  | Jamie           | Montell  | Montell  | Montell  | Bonita           |          |          |  |  |  |  |  |  |  |  |  |
| 6  | Sanne J. | Milan    | Latanya         | Jamie    | Jamie    | Jamie    |                  |          |          |  |  |  |  |  |  |  |  |  |
| 7  | Sanne K. | Daila    | Chelsey         | Daila    | Daila    |          |                  |          |          |  |  |  |  |  |  |  |  |  |
| 8  | Milan    | Jamie    | Daila           | Milan    | Ritse    |          |                  |          |          |  |  |  |  |  |  |  |  |  |
| 9  | Latanya  | Bonita   | Milan           | Chelsey  |          |          |                  |          |          |  |  |  |  |  |  |  |  |  |
| 10 | Bonita   | Sanne K. | Quincy Sanne J. |          |          |          |                  |          |          |  |  |  |  |  |  |  |  |  |
| 11 | Daila    | Quincy   | Quincy Sanne J. |          |          |          |                  |          |          |  |  |  |  |  |  |  |  |  |
| 12 | Ritse    | Senna    |                 |          |          |          |                  |          |          |  |  |  |  |  |  |  |  |  |

     Thí sinh bị loại
     Thí sinh bị loại ngoài ban giám khảo
     Thí sinh chiến thắng cuộc thi
1. ↑  Trong tập 1, 16 thí sinh bán kết đã bị thu hẹp lại thành 12 thí sinh chung cuộc. Buổi loại trừ chính thức đầu tiên diễn ra trong tập 2.
2. ↑  Trong tập 5, Latanya nhận được bức ảnh đẹp nhất tại phòng đánh giá. Không có buổi loại trừ nào được tổ chức trong tuần đó. Milan và Daila bị loại ngay tại sân bay trước chuyến bay đến Na Uy. Các thí sinh được gọi theo từng người một để biết liệu họ có được vé trên máy bay hay không.
3. ↑  Trong tập 7, Ritse và Montell tiến vào vòng chung kết, trong khi Bonita, Latanya và Sanne K. đứng ở vị trí thứ ba cuối cùng. Việc loại bỏ được hoãn lại cho đến cuối tập sau, Bonita bị loại ở tập 8.
4. ↑  Latanya là thí sinh đầu tiên bị loại trong đêm chung kết trực tiếp, trong khi ba thí sinh còn lại tiến vào vòng chung kết. Vào cuối đêm, kết quả cuối cùng được tiết lộ theo thứ tự giảm dần, và Montell đăng quang là người chiến thắng.

### Buổi chụp hình
- Tập 1: Ảnh thẻ tự nhiên (casting)
- Tập 2: Diện mạo mới
- Tập 3: Bộ sưu tập bít tất của Alfredo Gonzales
- Tập 4: Ảnh trắng đen cá tính
- Tập 5: Quyến rũ trong khách sạn cho trang sức Zinzi (theo cặp và cá nhân)
- Tập 6: Ảnh quảng cáo Nivea trên bãi biển theo cặp
- Tập 7: Trang biên tập cho tạp chí Elle
- Tập 9: Người nổi tiếng bị bắt gặp bởi những tay săn ảnh cho HEMA